# Tina Fey
Elizabeth Stamatina Fey (Upper Darby, Pensilvania; 18 de mayo de 1970), más conocida como Tina Fey, es una actriz, comediante, escritora, guionista y productora estadounidense. Es reconocida por ser parte del elenco de actores y guionista principal de Saturday Night Live, de 1997 a 2006. Luego de su salida de SNL, creó y protagonizó las comedias televisivas 30 Rock (2006-2013, 2020), para NBC, y Unbreakable Kimmy Schmidt (2015-2020), para Netflix. Fey también ha participado en varias películas como Mean Girls (2004), Baby Mama (2008), Date Night (2010), Megamind (2010), Muppets Most Wanted (2014), Sisters (2015), Whiskey Tango Foxtrot (2016), Wine Country (2019), Soul (2020) y A Haunting in Venice (2023).
Fey llegó a la comedia como elenco del grupo de comedia de improvisación The Second City, con sede en Chicago. Se unió a Saturday Night Live (SNL) como guionista, para luego convertirse en guionista destacada y actriz, interpretando a la copresentadora del segmento Weekend Update y, más adelante, interpretando una sátira de la candidata republicana a la vicepresidencia de 2008 Sarah Palin y en apariciones subsecuentes como invitada. En 2004, coprotagonizó y escribió el guion para Mean Girls, adaptación del libro de autoayuda de 2002 Queen Bees and Wannabes. Luego de su salida de SNL en 2006, Fey creó la serie televisiva 30 Rock para Broadway Video, una comedia basada en sus experiencias en SNL. En el show, Fey interpretó a Liz Lemon, guionista principal de una serie ficticia de comedia. En 2011, publicó su autobiografía, Bossypants, que encabezó la lista The New York Times Best Seller por cinco semanas y le consiguió una nominación al Premio Grammy. En 2015, cocreó la serie de comedia Unbreakable Kimmy Schmidt. Fey también creó la adaptación musical de Mean Girls, que se estrenó en Broadway en 2018 y le otorgó una nominación al Premio Tony. Luego adaptó la producción teatral a una película musical homónima en 2024.
Fey ha recibido numerosos galardones, incluyendo nueve Premios Emmy, tres Premios Globo de Oro, cinco premios del Sindicato de Actores y siete premios del Sindicato de Guionistas. Fue incluida en la lista Time 100 de las 100 personas más influyentes del mundo, en 2007 y 2009. En 2008, la Associated Press concedió a Fey el Premio AP al Artista del Año por su imitación de Sarah Palin en SNL. En 2010, Fey recibió el Premio Mark Twain al Humor Estadounidense, convirtiéndola en la homenajeada más joven del galardón.

## Biografía
Elizabeth Stamatina Fey nació el 18 de mayo de 1970 en el municipio Upper Darby, condado de Delaware, Pensilvania. Su padre, Donald Henry Fey, fue veterano de la guerra de Corea, administrador de la Universidad de Pensilvania y de la Universidad Thomas Jefferson y redactor de propuestas de subvención que recaudó $500 millones para escuelas, hospitales e instituciones de servicio público a través de propuestas y llamados por medio de correo directo. Luego del fallecimiento de su padre, Fey estableció un fondo escolar a su nombre en su alma mater, la Universidad de Temple, para apoyar a los veteranos de guerra formados en periodismo. Su madre, Zenobia "Jeanne", es una corredora de bolsa retirada, nacida en Pireo, Grecia. La abuela materna de Fey, Vasiliki Kourelakou, salió del pueblo griego de Petrina, Laconia, ella sola y llegó a los Estados Unidos en febrero de 1921. El abuelo materno de Fey, Constantine Xenakes, era del pueblo de Panagia en la isla griega de Icaria. El padre de Fey era de ascendencia inglesa, alemana y escocés-irlandesa; uno de sus antepasados fue John Hewson, textilero inglés que emigró a los Estados Unidos con el apoyo de Benjamin Franklin, lo que permitió a Hewson establecer una fábrica de acolchados en el vecindario de Kensington, en Filadelfia, Pensilvania. Según una prueba genealógica de ADN, preparada por la serie de televisión Finding Your Roots, la ascendencia de Fey es 94% europea, 3% del medioriente y 3% del Cáucaso. Su hermano Peter es ocho años mayor.
Fey cuenta su temprano descubrimiento de la comedia:
Recuerdo a mis padres llevándome a escondidas a ver Young Frankenstein. También veíamos Saturday Night Live, o Monty Python, o las películas clásicas de los Hermanos Marx. Mi papá nos dejaba quedarnos hasta tarde a ver The Honeymooners. Pero no nos dejaban ver Los Picapiedra: mi papá ls odiaba porque copiaba a The Honeymooners. De hecho tengo un muy bajo conocimiento de los Picapiedra para alguien de mi edad.
A los 11 años, Fey leyó Setenta Años de Grandes Películas de Comedia de Joe Franklin para un proyecto de la escuela acerca de la comedia. Creció viendo Second City Television y  ha mencionado a Catherine O'Hara como modelo a seguir.
Fey tomó el apodo de "Tina" a muy temprana edad. Asistió a la Primaria Cardington-Stonehurst y a la Secundaria Beverly Hills en Upper Darby. Ya en la secundaria sabía que le interesaba la comedia. Fey asistió a la Preparatoria Upper Darby, donde fue una estudiante honorífica, miembro del coro, del club de actuación y del equipo de tenis, y fue coeditora del diario del colegio, The Acorn. De forma anónima, escribió la columna satírica del diario, El Coronel. Luego de su graduación en 1988, Fey se inscribió en la Universidad de Virginia, donde estudió teatro y actuación y fue galardonada con el Premio Pettway. Se graduó en 1992 con el título Licenciada en Artes, mención drama.

## Trayectoria profesional

### Inicios
Luego de la universidad, Fey se mudó a Chicago. Durante el día, trabajaba como recepcionista en YMCA, en Evanston, Illinois, y de noche tomó clases de actuación en el colectivo de comedia e improvisación The Second City. Fey comenzó presentándose en el Improv Olympic, donde trabajó con el pianista Jeff Richmond, su futuro esposo y colaborador. Fey y Richmond obtuvieron empleos en Second City. Fey apareció en "la legendaria revista 'Paradigm Lost', junto a comediantes como Rachel Dratch, Kevin Dorff, Scott Adsit, Jenna Jolovitz y Jim Zulevic."

### Saturday Night Live(1997–2006)
Mientras se presentaba en The Second City en 1997, Fey envió varios guiones al programa de variedades Saturday Night Live de NBC, a pedido de su guionista principal Adam McKay, exactor de Second City. Fue contratada como guionista de SNL por el creador Lorne Michaels y se mudó de Chicago a Nueva York. Fey contó a The New Yorker, "He tenido mi atención en el programa desde siempre, de la misma forma que otros niños se fijan en Derek Jeter." Originalmente, Fey "luchó" en SNL. Su primer sketch en salir al aire lo protagonizó Chris Farley en una sátira de Sally Jessy Raphael. Fey pasó a escribir una serie de parodias, incluyendo el programa matutino de entrevistas The View de ABC. Coescribió los guiones de "Sully y Denise" con Rachel Dratch, quien interpreta a una de las adolescentes.
Fey hizo de extra en un episodio de 1998 y luego de verse a sí misma decidió hacer dieta, con la que perdió casi 14 kilos. Ella contó a The New York Times, "Yo tenía un peso completamente normal, pero estaba aquí en New York City, tenía dinero pero no podía comprar más ropa. Luego de perder peso, hubo interés en ponerme frente a la cámara". En 1999, McKay renunció como guionista principal, lo que llevó a Michaels a pensar en Fey para el cargo. Ella pasó a ser la primera guionista principal femenina de SNL. 
En 2000, Fey comenzó a actuar en sketches y junto a Jimmy Fallon fue copresentadora del segmento Weekend Update de SNL. Fey cuenta que ella no pidió audicionar, sino que Michaels se lo propudo. Michaels explicó que había química entre Fey y Fallon, aunque sintió que la decisión era "algo riesgoda" para el momento. Su papel en Weekend Update fue bien recibido por la crítica. Ken Tucker de Entertainment Weekly escribió: "Fey tiene tal puntería – chistes llenos de veneno escritos en oraciones largas analizadas con precisión sin precedentes en la historia de Weekend Update – con un rostro tan bien iluminado que la hace aún más diabólicamente encantadora". Dennis Miller, exmiembro del elenco de SNL y presentador del Weekend Update, estuvo complacido con Fey como una de las anclas: "Puede que Fey sea la mejor ancla que Weekend Update haya tenido. Escribe los chistes más graciosos". Robert Bianco de USA Today, sin embargo, comentó que no se sentía "enamorado" de la pareja. En enero de 2001, apareció en un episodio de Real World/Road Rules Extreme Challenge como juez de una misión basada en comedia.
En 2001, Fey y el resto de los guionistas ganaron un Premio del Sindicato de Guionistas de Estados Unidos por el especial del 25.º aniversario de SNL. El año siguiente, en la ceremonia 2002 de los Premios Emmy, ganaron como Mejor Guion para un Programa de Variedad, Música o Comedia.
Cuando Fallon dejó el programa en mayo de 2004, fue reemplazado en Weekend Update por Amy Poehler. Fue la primera vez que dos mujeres copresentaban el Weekend Update. Fey reveló que ella "contrató" a Poehler como su coanimadora del segmento. La recepción fue positiva, con Rachel Sklar del Chicago Tribune acotando que la pareja "ha sido un éxito hilarante y perfecto, ya que se complementan entre sí con frases rápidas y discurso serio".
La temporada 2005–2006 fue la última para Fey; quien se retiró para desarrollar 30 Rock en Broadway Video. Para cuando se fue, los 117 episodios que coanimó la convirtió en la presentadora más longeva del Weekend Update en SNL, una marca que luego superaría su sustituto, Seth Meyers. En la lista de los 141 miembros del elenco de SNL hasta la fecha (febrero de 2015) publicada en The Rolling Stone, Fey se ubicó en la tercera más importante (detrás de John Belushi y Eddie Murphy). Dándole el crédito de "salvar al Weekend Update de una racha perdedora de una década" y "sacar a SNL de su coma de finales de los noventa".

### 30 Rock(2006–2013, 2020)
En 2002, Fey sugirió un episodio piloto a NBC para una comedia de situación sobre un canal de noticias en cable, el cual fue rechazado. El piloto fue retrabajado para girar en torno a una serie al estilo de SNL, y así fue aceptado por NBC. Ella firmó su contrato con NBC en mayo de 2003, lo que le permitió conservar su cargo de guionista principal de SNL al menos durante la temporada 2004–2005. Como parte del contrato, Fey pasó a desarrollar un proyecto en horario estelar, producido por Broadway Video y NBC Universal. El piloto, dirigido por Adam Bernstein, se centraba en Liz Lemon (Fey), la guionista principal de un programa de variedades en NBC y como lograba manejar sus relaciones personales con las estrellas volátiles del programa y con la nueva dirección de la cadena televisiva. En octubre de 2006, el piloto salió al aire en NBC como 30 Rock. Aunque en general el episodio recibió reseñas positivas, terminó de tercero en el horario.
En 2007, Fey recibió una nominación al Premio Emmy como Mejor Actriz en Serie de Comedia. El programa ganó el Premio Emmy 2007 a la Mejor Serie de Comedia (y lo hizo por dos años consecutivos). En 2008, ella ganó el Globo de Oro, el premio del Sindicato de Actores y el Emmy, todos en la categoría de Mejor Actriz en Serie de Comedia. El año siguiente, Fey ganó a de nuevo el Globo de Oro y el del Sindicato de actores en la misma categoría y estuvo nominada en el Emmy. A principios de 2010, Fey recibió una nominación al Globo de Oro por Mejor Actriz y ganó el premio del Sindcato de Actores. 30 Rock regresó para la temporada 2011–2012 aunque, debido al segundo embarazo de Fey, el estreno debió ser pospuesto para la mitad de remporada.
La actuación de Fey en el programa fue inspirada en Julia Louis-Dreyfus, quien luego fue convocada para interpretar al doble del personaje de Liz Lemon en escenas de recuerdos durante el episodio en vivo titulado "Live Show" en la quinta temporada. Luego de recibir 13 nominaciones al Premio Emmy y dos galardones en la temporada final, 30 Rock cerró su carrera con 112 nominaciones al Emmy. Ha sido citada como una de las grandes series de TV de todos los tiempos y su final es considerado uno de los mejores en la historia de la televisión.
El programa regresó para un especial de una hora, producido a distancia, transmitido el 16 de julio de 2020.

El 23 de juino de 2020, Fey se disculpó por los episodios de 30 Rock donde los personajes aparecían en blackface. Los episodios, transmitidos originalmente en las temporadas tres, cinco y seis, fueron eliminados de los servicios de transmisión y ya no se muestran en las repeticiones. En su disculpa, Fey escribió:
Mientras nos esforzamos en hacerlo cada vez mejor con el tema racial en Estados Unidos, creemos que estos episodios con actores en maquillaje para su cambio de raza serán sacados de circulación.

### Unbreakable Kimmy Schmidt(2015–2020)
En 2015, Fey creó y produjo la comedia para televisión Unbreakable Kimmy Schmidt con el exguionista de 30 Rock, Robert Carlock. La serie es protagonizada por Ellie Kemper como el personaje principal que escapa de un culto de los últimos días y se muda a New York City. También actúa la exprotagonista de Fey, Jane Krakowski, así como Tituss Burgess (quien ya había aparecido en cuatro episodios de 30 Rock) y Carol Kane. Aunque fue producida originalmente para NBC, finalmente fue vendida a Netflix y renovada para una segunda temporada. El programa se estrenó el 6 de marzo de 2015 y fue aclamado por la crítica.
El 16 de julio de 2015, la serie fue nominada a siete Premios Emmy, incluyendo Mejor Serie de Comedia. Fey fue nominada como creadora/productora ejecutiva de la serie y como Mejor Actriz Invitada en una Serie de Comedia por su actuación como Marcia, una fiscal muy torpe, en referencia a Marcia Clark.
En la segunda temporada, Fey se unió al elenco como la psiquiatra de Kimmy, Andrea Bayden, un rol que reinterpretó en la tercera temporada. Esa temporada, junto a las dos subsecuentes, fue nominada a un Premio Emmy como Mejor Serie de Comedia, entre otras nominaciones. La cuarta y última temporada culminó el 25 de enero de 2019.
El 8 de mayo de 2019, se anunció que la serie regresaría con un especial interactivo, que se estrenó el 12 de mayo de 2020. El especial fue estrenado con reseñas positivas de los críticos y le otorgó una nominación al Premio Emmy como Mejor Película para Televisión.

### Películas
En 2002, Fey participó en la comedia surreal Martin & Orloff. Debutó como guionista y coprotagonista en la comedia adolescente de 2004 Mean Girls. Los personajes y sus comportamientos en la película están basados en la época de secundaria de Fey en la Upper Darby High School y el libro Queen Bees and Wannabes de Rosalind Wiseman. El elenco incluye a otros exmiembros de SNL como Tim Meadows, Ana Gasteyer y Amy Poehler. La película recibió reseñas favorables y fue un éxito de taquilla, recaudando US$129 millones alrededor del mundo.
En una entrevista de 2004, Fey expresó su deseo de escribir y dirigir películas. En 2006, Fey trabajó un guion para Paramount Pictures, que contaba con Sacha Baron Cohen, con el título Curly Oxide and Vic Thrill, apenas basado en la historia de un músico de rock jasídico. En 2007, fue incluida en el electo de la película animada de comedia Aqua Teen Hunger Force Colon Movie Film for Theaters como la madre de Aqua Teens, un burrito gigante.
Recibió su credencial SAG luego de participar en Artie Lange's Beer League, estrenada en 2006, en la que se vio obligada a participar por "apenas mil dólares".
Fey y su excompañera de SNL, Amy Poehler, protagonizó en 2008 la comedia Baby Mama, película fue escrita y dirigida por Michael McCullers. La trama gira en torno a Kate (Fey), una empresaria que desea tener un hijo, pero al descubrir que solo tiene una oportunidad en un millón de quedar embarazada, decide hacerlo por subrogación a través de Angie (Poehler), una odiosa manipuladora. Baby Mama recibió reseñas mixtas, pero los críticos disfrutaron la actuación de Fey. Todd McCarthy deVariety escribió: "Siempre es una delicia ver a Feyt. Es capaz de transmitir las intenciones y sentimientos de Kate a través de miradas e inflexiones simples, ya que nunca exagera su situación y tampoco impone su lado eficiente y perfeccionista." La película recaudó más de US$64 millones en taquilla.
Los proyectos de Fey luego de 2008 incluyen el doblaje de la versión en inglés para la película animada japonesa Ponyo. En 2009, participó en The Invention of Lying. Su rol siguiente fue en la comedia de Shawn Levy de 2010, Date Night, una historia que se enfoca en una pareja de esposos, interpretada por Fey y Steve Carell, que van a una cita; sin embargo, la noche se descarrila para los dos. Ese mismo año, dobló la voz de Roxanne "Roxie" Ritchi, una reportera televisiva en la película animada de DreamWorks Megamind (2010). Con un total de recaudación mundial de US$321 millones, Megamind es el mayor éxito comercial de Fey' hasta la fecha. Acumuló US$173 millones fuera de Estados Unidos y US$148 millones internamente.
En 2013, Fey protagonizó junto a Paul Rudd la película tragicómica romántica titulada Admission, basada en la novela homónima de Jean Hanff Korelitz y dirigida por Paul Weitz. Fey luego protagonizó en 2014 la tragicomedia This Is Where I Leave You, del mismo director de Date Night, Shawn Levy. Como fue el caso de Baby Mama, este filme también recibió reseñas mixtas pero la actuación de Fey fue muy bien recibida por los críticos.
En 2015, se anunció que Fey sería la narradora del documental de Disneynature, El Reino de los Monos, estrenado en cines el 17 de abril de 2015. Luego trabajó nuevamente con Poehler, protagonizando la comedia de 2015 de título Sisters y recibió reseñas positivas por su interpretación. En 2016, Fey protagonizó la tragicomedia bélica Whiskey Tango Foxtrot, basada en la novela biográfica The Taliban Shuffle: Strange Days in Afghanistan and Pakistan, con reseñas mixtas y algunas críticas hacia el blanqueamiento de personajes de color en la película. Fey decidó el filme a su difunto padre, Don Fey, veterano, escritor, administrador universitario y bombero.
Fey tuvo un papel secundario en la comedia Wine Country, del debut como directora de su gran colaboradora Amy Poehler, estrenado en Netflix en 2019. En agosto de 2019, se anunció que Fey sería la voz de 22, la coprotagonista en la aventura de comedia fantástica de Pixar, Soul, que fue estrenada en Disney+ en diciembre de 2020 y aclamada por la crítica. La película recibió tres nominaciones a los Premios de la Academia, incluyendo un galardón como Mejor Película Animada. Por su actuación, Fey ganó el Super Premio en los Critics' Choice como Mejor Actriz de Doblaje para una Película Animada.
En 2023, Fey protagonizó junto a Jon Hamm en el filme de humor negro Maggie Moore(s), dirigido por John Slattery. Ese mismo año interpretó a la novelista ficticia Ariadne Oliver en la película de misterio de Kenneth Branagh, A Haunting in Venice, su tercera entrega sobre Hercule Poirot y basado en las novelas de Agatha Christie. Fey fue parte del elenco junto a Michelle Yeoh y Jamie Dornan.
En 2024, Fey escribió, produjo y protagonizó el filme de comedia musical Mean Girls. Esta fue una adaptación de la obra musical Mean Girls, basado a su vez en la película original que ella misma escribió y protagonizó. Fey reinterpretó su rol como la Srta. Sharon Norbury en el filme.

### Participaciones recurrentes enSNL
El 23 de febrero de 2008, Fey fue la anfitriona del primer episodio de SNL luego de la huelga del sindicato de guionistas de 2007–2008. Por esta participación fue nominada a un Premio Emmy en la categoría de Mejor Presentación en un Programa de Variedades o Musical.
De septiembre de noviembre de 2008, Fey realizó múltiples apariciones en SNL para interpretar una serie de parodias de la candidata republicana a la vicepresidencia, Sarah Palin. En el episodio de apertura de la temporada 34, transmitido el 13 de septiembre de 2008, Fey imitó a Palin en un sketch, junto a Amy Poehler como Hillary Clinton. Sus interpretaciones incluían a Clinton molestando a Palin por sus "anteojos de Tina Fey". El sketch se convirtió rápidamente en el video viral más visto de NBC, con 5,7 millones de vistas hasta el miércoles siguiente. Fey reinterpretó su rol en el programa del 4 de octubre, del 18 de octubre, donde se le unió la propia Sarah Palin, y del 1 de noviembre, donde la acompañó John McCain y su esposa Cindy. El programa del 18 de octubre obtuvo el mejor rating de cualquier episodio de SNL desde 1994. El año siguiente, Fey ganó un Emmy en la categoría de Mejor Actriz Invitada en una Serie de Comedia por su personificación de Palin.
En diciembre de 2009, Entertainment Weekly incluyó su imitación de Palin en su lista de "los mejores" de finales de la década, escribiendo "La extraordinariamente precisa interpretación Fey en SNL de la aspirante a VP (y su habilidad para crear un balance entre comedia y crueldad) fue hecha para trascender genuinamente la televisión." Rolling Stone llamó a su personificación de Palin "[discutiblemente] la mejor jugada jamás hecha en SNL".
Fey regresó a SNL en abril de 2010 y reinterpretó su imitación de Palin en un sketch titulado "Sarah Palin Network" y por esta participación recibió una nueva nominación al Premio Emmy. Fey hizo una vez más su personificación de Palin cuando presentó Saturday Night Live el 8 de mayo de 2011. Volvió a ser anfitriona el 28 de septiembre de 2013 y de nuevo el 19 de diciembre de 2015, por el que gabó un Premio Emmy como Mejor Actriz Invitada en una Serie de Comedia y su entrada al "Five-Timers Club" de SNL. Su más reciente participación como anfitriona fue el 19 de mayo de 2018, cuando revivió su imitación de Sarah Palin.
Ella estuvo como una de las presentadoras del episodio del 18 de diciembre de 2021, con Paul Rudd como anfitrión, en una restructuración de emergencia del programa debido al aumento de casos de la variante Omicrón del SARS-CoV-2. Esto incluyó su realización del Weekend Update con el copresentador titular Michael Che.
En enero de 2024, Variety dijo que "las especulaciones han aumentado con los años" acerca que Lorne Michaels se retiraría de SNL luego de la temporada 50, a estrenarse a finales de ese año. Michaels declaró para Entertainment Tonight ese mes que la ex guionista principal y miembro del elenco Tina Fey podría "fácilmente" ser su sucesora cuando él se retirara, pero hasta ese momento no había tomado esa decisión. Michaels ha trabajado con Fey varias veces desde que terminó su participación en SNL, incluyendo en 30 Rock.
Fey participó como guionista y talento en el episodio en vivo, de tres horas de duración, por la celebración del quincuagésimo aniversario de SNL, transmitido el 16 de febrero de 2025, junto a excompañeros como Jim Downey, Paula Pell, Seth Meyers y John Mulaney.

### Otros trabajos
En 1997, Fey y otros miembros de The Second City prestaron sus voces para el juego de pinball Medieval Madness.
En 1999, Fey y Amy Poehler dieron sus voces para el videojuego Deer Avenger 2: Deer in the City.
En 2000, Fey se unió a su compañera de elenco de SNL, Rachel Dratch, en la obra a dúo Off-Broadway llamada Dratch & Fey, en el Teatro Upright Citizens Brigade en New York City. La producción fue bien recibida por los críticos. Tim Townsend de The Wall Street Journal escribió que lo divertido de las actuaciones de Fey y Dratch fue "ver lo cómodas que se sienten entre ellas". Él concluyó que la producción "no es sobre dos mujeres siendo graciosas... Dratch y Fey son graciosas y punto." Uno de sus sketches en SNL, "Sully y Denise", se originó en The Second City.
En 2001, Fey creó la compañía de televisión Little Stranger con su colaborador de larga data Eric Gurian. Esta compañía produce muchos de los proyectos en los que participa Fey, incluyendo las comedias 30 Rock y Unbreakable Kimmy Schmidt.
El 13 de agosto de 2007, Fey hizo una aparición especial en el episodio de Plaza Sésamo titulado "The Bookaneers". Y apareció como juez invitada en el episodio del 25 de noviembre de 2007 del programa Iron Chef America de Food Network.
Fey ha participado como Campanita en la campaña de Disney "Year of a Million Dreams". También ha hecho comersiales para American Express y Garnier Nutrisse. Fey también ha participado con su voz en las series animadas de comedia Bob Esponja y Phineas y Ferb.
El 5 de abril de 2011, la autibiografía de Fey, Bossypants, fue publicada con reseñas positivas de The New York Times. La crítica Janet Maslin reseñó el libro, diciendo que "Bossypants no es un libro de memorias. Es una mezcla aguda de humor, introspección, pensamiento crítico y rasgos de Nora Ephron para una nueva generación."
En 2011, Fey narró The Secret Life of Girls, un documental para radio de dos horas de duración, producido por The Kitchen Sisters. Ella presenta historias de mujeres y niñas de todo el mundo y también comparte historias de su propia niñez y de su madre.
En 2012, Fey debutó como rapera en la mezcla de Childish Gambino (Donald Glover) titulada Royalty. Glover fue guionista en 30 Rock, donde trabajó con Fey. Ese mismo año, Fey apareció en el episodio "iShock America" de la serie de comedia adolescente iCarly en Nickelodeon.
El 13 de enero de 2013, Fey presentó la 70.ª edición de los Premios Globo de Oro con Amy Poehler, con aclamación de la crítica. El dúo repitió en 2014 y 2015, generando los ratings más altos en una década para la ceremonia anual y recibiendo la misma aclamación.
En 2015, Fey estuvo de invitada en la serie de variedades y comedia Inside Amy Schumer de Comedy Central, junto a Julia Louis-Dreyfus y Patricia Arquette. En 2016, tuvo actuaciones especiales en la serie de variedades Maya & Marty de NBC y en la serie de comedia negra Difficult People de Hulu.
En 2017, Fey interpretó a Diana St. Tropez en la serie de comedia Great News de NBC, de la que también fue productora ejecutiva. También en 2017, Fey adaptó Mean Girls a un musical del mismo nombre. Se estrenó en Broadway en 2018, recibiendo doce nominaciones a los Premios Tony, incluyendo la de Mejor Guion de un Musical para Fey. En enero de 2020, los productores del musical anunciaron que sería adaptado por Paramount Pictures para una película.
En marzo de 2020, Netflix anunció el lanzamiento de 20 episodios de la serie de comedia animada Mulligan, con Fey como productora ejecutiva junto a colaboradores como Sam Means y Robert Carlock. Fey interpretó la voz de la Dra. Farrah Braun en la serie, que se estrenó en mayo de 2023.
Fey cocreó, escribió y produjo la serie de comedia Mr. Mayor de NBC, protagonizada por Ted Danson y Holly Hunter. La serie fue estrenada en enero de 2021. En febrero de 2021, Fey regresó a coanimar la 78.ª edición de los Premios Globo de Oro con Amy Poehler, para la primera transmisión del programa en ambas costas del país. Fey fue grabada en vivo desde el Rainbow Room en New York City y Poehler desde el teatro habitual en The Beverly Hilton en Los Ángeles. Fey fue productora ejecutiva de la serie de comedia musical Girls5eva para Peacock, que se estrenó en mayo de 2021 con aclamación de la crítica. Adicionalmente participó como invitada en uno de los episodios de la serie junto a Dolly Parton. También en 2021, Fey estuvo con una actuación recurrente como Cinda Canning, una podcaster de crímenes, en la serie de comedia y misterio Only Murders in the Building de Hulu. Ese mismo año, Fey retomó su rol como 22 en el cortometraje 22 vs. Earth.

## Estilo de comedia y actuación
Fey es conocida por su humor y remates cínicos; su "ingenio sardónico" se ha convertido en su marca personal, así como muchos críticos han comentado en sus reseñas sobre el trabajo de Fey. Según la crítico de Los Angeles Times, Mary McNamara, Fey "proyecta tanto seguridad inconsciente como inseguridad consciente con la misma expresión" en sus actuaciones, mientras que Dillon Fernando de The Chronicle escribió que las actriz se especializa en "comedia encantadora, situacional e irónica". Sobre la destreza humorística de Fey, el creador de Saturday Night Live, Lorne Michaels, puntualizó que su ex empleada "tiene una perspectiva muy clara de las cosas... Siempre es algo que viene de la inteligencia y solo muestra su agudeza." Michaels concluyó, "No es temerosa. Demuestra fuerza y confianza y reconoces su voz y a menudo estás de acuerdo con ella." Para The Guardian, Christopher Goodwin cree que Fey "construye su lado humorístico alrededor de sus anteojos", que usa desde 1995; Fey bromeó diciendo que "Los anteojos ayudan a que alguien luzca más inteligente."
Rara vez duda en usarse a sí misma como objeto de sus chistes, Fey también es conocida por usar el humor autodespreciativo, como lo demostró en su interpretación de Liz Lemon en 30 Rock. En un artículo para categorizar los seis mejores chistes de Fey, David Renshaw de The Guardian escribió que su trabajo actoral continúa mostrando su "mezcla personal de sarcasmo, autodesprecio y conocimiento de la cultura pop." El estilo cómico de autodesprecio de Fey inspiró a Ashley Fetters de The Atlantic a reconocerla como la humorista sucesora de Phyllis Diller por la similitud de su comedia. Los críticos han dividido sus opiniones y discusiones del uso que hace Fey del humor autodespreciativo y su efecto en las mujeres y la comedia femenina; la bloguera Kate Harding rechazó la actuación de Fey en 30 Rock porque "me divido entre sentir tristeza porque ella no pueda ver su propia belleza y sentir enojo porque refuerza la idea que tener cabello oscuro, usar anteojos y una silueta que es tal vez talla 2, en lugar de 0, es igual a ser fea", Jessica G. de Jezebel defiende a la actriz, al escribir que la actuación de Fey "se supone es una parodia precisamente de los tipos de medios que refuerzan la idea que las mujeres no convencionales no son dignas de admirar." Estableciendo que Harding malinterpretó las intenciones de Fey, la autora concluyó que el autodesprecio "es precisamente lo que la hace identifiable", agregando que "las mujeres tienen muchos momentos de duda y ver a alguien tan exitosa como Tina Fey ser autodespreciativa les da permiso de ser imperfectas." Sophie Caldecott de Verily defiende la modestia de Fey y su tendencia a restar importancia a su apariencia física: "Sí, ella se burla de su propia apariencia, pero lo hace de forma consistente para mostrar el lugar en importancia que nuestra cultura le otorga a la apariencia de las mujeres, como si fuese lo más interesante en nosotras... Su personaje en 30 Rock, Liz Lemon, puede provocar risas por muchas cosas, pero su estilo y habilidad de manejo profesional no es una de ellas." Caldecott concluye, "En realidad, el autodesprecio es una arte que los comediantes de todas partes usan como recurso... De hecho, les reto a encontrar un buen comediante masculino que no sea un maestro del autodesprecio. Los humoristas se ríen de sí mismos por muchas razones, principalmente porque es la fuente de inspiración más accesible, además de ser la más abundante." Acotando que el material de Fey carece de "lloriqueos", Gina Barreca del Hartford Courant escribió que la comedia de Fey "no es simplemente una reiteración del autodesprecio de la feminidad haciéndose pasar por humor. En sí, testo deslinda a la generación actual de comediantes femeninas de las generaciones anteriores, a quienes se les estableció, más o menos, que no se convirtieran en proyecciones sonoras de ideas sino en sacos de golpear con insultos." Fey también ha acumulado críticas por ser políticamente incorrecta, pero ella defiende sus derechos a escribir chistes trasgresores, diciendo que ella ha elegido "salirse" de la cultura de las disculpas.
Como actriz, Fey ha desarrollado su reputación al interpretar a la "mujer graciosa, autodespreciativa, soltera y profesional" en la mayoría de sus películas hasta la fecha. Janice Paige deThe Boston Globe defiende su limitada filmografía al escribir que, a diferencia de muchas actrices cinematográficas, Fey sigue siendo "realista acerca de su rango como protagonista y dice que ha sido deliberado el solo aceptar roles para los que ella realmente de siente a la altura." Fey explica que aborda cada papel preguntándose, "Seré creíble en este rol, en este trabajo?" Sin embargo, su papel como Kate Ellis en Sisters (2015) mostró a Fey la oportunidad de alejarse de interpretar el típico personaje principal por los que se había dado a conocer. A.O. Scott, crítico cinematográfico de The New York Times, escribió "Estamos habituados a ver a la Srta. Fey... como una mujer muy ansiosa usando su sarcasmo como arma contra sus propias inseguridades y contra los personajes particulares que le rodean. Esta vez, ella es uno de esos particulares." En 30 Rock, la actuación de Fey tuvo mucha influencia de la comedia física y la improvisación mientras que, como guionista, "sus muy cuidadosos guiones" eran poco convencionales y orientados al personaje.
Fey confirmó que algunos de los artistas que inspiraron su carrera, incluyen a la guionista británica y feminista Caryl Churchill, el comediante Chris Rock y el compositor Stephen Sondheim.

## Imagen pública
En 2001, Entertainment Weekly incluyó a Fey como una de las Personalidades del Año fpor su trabajo en Weekend Update. En 2007, volvió a ser mencionada en la publicación y en 2008 se ubicó en el segundo lugar de la lista. En 2009, Fey fue incluida en el quinto lugar de la lista entre las 15 Personalidades de la Década de Entertainment Weekly. En 2013, Entertainment Weekly coronó a Fey como "La Reina que Fue y Será" (en alusión a El Rey que Fue y Será) en su edición sobre "Mujeres que Dirigen la TV", llamándola "la mujer más graciosa del mundo libre." EW citó a Mindy Kaling diciendo, "Me siento poco original al mencionar a Tina como mi inspiración, pero ella es la inspiración de muchas por alguna razón." La columna también citó elogios de Zooey Deschanel y Lena Dunham.
En 2002, Fey fue incluida en el puesto 80 de la lista Hot 100 en la revista Maxim, que usó fotos tomadas previamente por Rolling Stone, apodándola "el símbolo sexual pensante". Fue incluida entre la 50 Personas Más Hermosas según la revista People en 2003, y siguió apareciendo entre las 100 Personas Más Hermosas en 2007, 2008 y 2009. En 2007, Fey se ubicó de séptima en la lista Hot 100 List de AfterEllen.com. Y reapareció el año siguiente al ser votada como primera en la lista.
En 2008, los editores y productores de Associated Press votaron a Fey como la Personalidad AP del Año como la persona que ha tenido más impacto en el entretenimiento y la cultura, mencionando su imitación de Sarah Palin en SNL. Ella ha aparecido en la lista anual de las 100 Celebridades de la revista Forbes como una de las personalidades más poderosas de 2008, 2009, 2010, 2011 y 2012, en los puestos 99, 86, 90, 92 y 79, respectivamente.
Fey estuvo entre los Time 100, una lista de las personas más influyentes del mundo, en 2007 y 2009, seleccionadas anualmente por la revista Time. El artículo de presentación de Fey para la lista de 2009 fue escrito por su coestrella de 30 Rock, Alec Baldwin. Fue elegida por Barbara Walters como una de las 10 Personas Más Fascinantes de Estados Unidos en 2008.
En junio de 2010, se anunció que Fey recibiría una estrella en el Paseo de la Fama de Hollywood en 2011. En septiembre de 2011, Fey fue ubicada de primera en la lista de actrices de televisión mejor pagadas de la revista Forbes. En 2014, Fey fue reconocida por la revista Elle durante los premios Mujeres en Hollywood, homenaje a las mujeres por sus logros destacados en la industria, abarcando todas las áreas de la cinematografía, incluyendo actuación, dirección y producción.
En 2019, Fey fue nombrada como la mejor comediante del siglo XXI por The Guardian.

## Labor humanitaria
Fey apoya a Mercy Corps, una organización global de asistencia y desarrollo, en su campaña por acabar con la hambruna en el mundo. Fey narró un video para el Action Center de Mercy Corps en la ciudad de Nueva York, describiendo el hambre como síntoma de problemas más profundos en el mundo. También apoya a la organización Love Our Children USA, que combate la violencia infantil, incluyéndola en 2009 entre las Madres que hacen la diferencia. Fue la portavoz nacional en 2009 para la Caminata Light the Night, que beneficia a la Sociedad de Leucemia & Linfoma.
Fey ha cumplido deseos para la Fundación Make-A-Wish y en 2018 fue anfitriona de la gala el Poder de un deseo, en la ciudad de Nueva York.

## Vida personal
En 1994, dos años luego de que Fey se uniera a las filas del teatro de improvisación Second City en Chicago, comenzó a salir con Jeff Richmond, un pianista que luego se convertiría en el director musical de Second City y más tarde en compositor de 30 Rock. Se casaron en una ceremonia griega ortodoxa el 3 de junio de 2001. Tienen dos hijas. En abril de 2009, Fey y Richmond adquirieron un apartamento de US$3,4 millones en el Upper West Side en New York City.
Fey tiene una cicatriz de unas cuantas pulgadas en el lado izquierdo de su barbilla y mejilla. Esta fue debido al ataque de un extraño mientras ella jugaba en el patio frontal de su casa cuando tenía cinco años.

## Filmografía
| Película                                                 | Personaje                             | Título original                                      | Año/s | Notas                                                   |
| -------------------------------------------------------- | ------------------------------------- | ---------------------------------------------------- | ----- | ------------------------------------------------------- |
| Martin & Orloff                                          | Mujer sureña                          | Martin & Orloff                                      | 2002  | Fue su debut en el cine, como actriz.                   |
| Chicas malas/Chicas pesadas                              | Señorita Norbury                      | Mean Girls                                           | 2004  | Guionista y liricista del rap de los Metatletas.        |
| Artie Lange's Beer League                                | Secretaria del gimnasio               | Artie Lange's Beer League                            | 2006  |                                                         |
| Aqua Teen Hunger Force Colon Movie Film for Theatres     | Burrito gigante (voz)                 | Aqua Teen Hunger Force Colon Movie Film for Theatres | 2007  |                                                         |
| Mamá de alquiler/Mamá por encargo                        | Kate Holbruk                          | Baby Mama                                            | 2008  |                                                         |
| Ponyo en el acantilado/Ponyo y el secreto de la sirenita | Lisa (voz)                            | Gake no ue no Ponyo                                  | 2008  | Doblaje en inglés.                                      |
| Increíble pero falso/La mentira original                 | Shelley Bailey                        | The Invention of Lying                               | 2009  |                                                         |
| Una noche loca/Una noche fuera de serie                  | Claire Foster                         | Date Night                                           | 2010  |                                                         |
| Megamente                                                | Roxanne "Roxie" Ritchie (voz)         | Megamind                                             | 2010  |                                                         |
| Proceso de admisión/Admisión                             | Portia Nathan                         | Admission                                            | 2013  |                                                         |
| Elaine Stritch: Shoot me                                 | Ella misma                            | Elaine Stritch: Shoot me                             | 2013  |                                                         |
| Los amos de la noticia/Al diablo con las noticias 2      | Presentadora de Entertainment Tonight | Anchorman 2: The Legend Continues                    | 2013  | Cameo.                                                  |
| El tour de los Muppets/Muppets 2: Los más buscados       | Nadya                                 | Muppets Most Wanted                                  | 2014  |                                                         |
| Ahí os quedáis/Hasta que la muerte los juntó             | Wendy Altman                          | This Is Where I Leave You                            | 2014  |                                                         |
| El reino de los monos                                    | Narradora                             | Monkey Kingdom                                       | 2015  | Documental de Disney.                                   |
| Hermanísimas/Hermanas                                    | Katie Ellis                           | Sisters                                              | 2015  | Productora.                                             |
| Wiskey Tango Foxtrot                                     | Kim Barker                            | Wiskey Tango Foxtrot                                 | 2016  | Productora.                                             |
| Amigas con solera / Entre vino y vinagre                 | Tammy                                 | Wine Country                                         | 2019  |                                                         |
| Soul                                                     | 22 (voz)                              | Soul                                                 | 2020  |                                                         |
| 22 vs. Earth                                             | 22 (voz)                              | 22 vs. Earth                                         | 2021  | Cortometraje de Disney/Pixar.                           |
| Free Guy: Tomando el control                             | Mamá limpiando (voz)                  | Free Guy                                             | 2021  | Cameo.                                                  |
| Betty White: A celebration                               | Ella misma                            | Betty White: A celebration                           | 2022  | Documental.                                             |
| Maggie Moore(s)                                          | Rita Grace                            | Maggie Moore(s)                                      | 2023  |                                                         |
| Misterio en Venecia/Cacería en Venecia                   | Ariadne Oliver                        | A Haunting in Venice                                 | 2023  |                                                         |
| Chicas malas/Chicas pesadas                              | Señorita Norbury                      | Mean Girls                                           | 2004  | Guionista y productora. Compositora del rap de Kevin G. |

## Televisión
| Serie                                                           | Personaje                | Título original                                                 | Canal              | Año/s           | Notas                                                                  |
| --------------------------------------------------------------- | ------------------------ | --------------------------------------------------------------- | ------------------ | --------------- | ---------------------------------------------------------------------- |
| Saturday Night Live                                             | Varios                   | Saturday Night Live                                             | NBC                | 1997-2006       | Guionista. 130 episodios como actriz.                                  |
| Upright Citizens Brigade                                        | Kerri Downey             | Upright Citizens Brigade                                        | Comedy Central     | 1999            | Temporada 2, episodio 3: "Mogomra & The Fart Monster.                  |
| Saturday Night Live 25                                          |                          | Saturday Night Live 25                                          | NBC                | 1999            | Programa especial.                                                     |
| The Challenge                                                   | Ella misma               | The Challenge                                                   | MTV                | 2001            | Juez. Temporada 4, episodio 4: "No Laughing Matter"                    |
| The Colin Quinn Show                                            |                          | The Colin Quinn Show                                            | NBC                | 2002            | Guionista.                                                             |
| Especial 75to Aniversario de NBC                                |                          | NBC 75th Anniversary Special                                    | NBC                | 2002            | Especial para televisión.                                              |
| Soundtracks Live                                                | Abuela Helen             | Soundtracks Live                                                | VH1                | 2004            | Especial para televisión.                                              |
| Rockefeller Plaza/30 Rock                                       | Liz Lemon                | 30 Rock                                                         | NBC                | 2006-2013, 2020 | Creadora, guionista y productora ejecutiva. 139 episodios como actriz. |
| Barrio Sésamo/Plaza Sésamo                                      | Capitana pirata          | Sesame Street                                                   | PBS                | 2007            | Episodio "Los bucaneros"                                               |
| Saturday Night Live                                             | Ella misma               | Saturday Night Live                                             | NBC                | 2008-2021       | 6 veces anfitriona. 1 vez invitada especial.                           |
| Saturday Night Live                                             | Sarah Palin              | Saturday Night Live                                             | NBC                | 2008-2016       | 7 episodios.                                                           |
| Bob Esponja                                                     | Ella misma               | SpongeBob's Truth or Square                                     | Nickelodeon        | 2009            | Episodio especial de 1 hora.                                           |
| Phineas y Ferb                                                  | Annabelle (voz)          | Phineas and Ferb                                                | Disney Channel     | 2011            | Temporada 3, episodio 3: "Corre, Candace, corre"                       |
| Betty White's 90th Birthday: A tribute to America's Golden Girl | Ella misma               | Betty White's 90th Birthday: A tribute to America's Golden Girl | NBC                | 2012            | Especial para televisión.                                              |
| Entre dos helechos con Zack Galifianakis                        | Ella misma               | Between Two Ferns with Zack Galifianakis                        | Comedy Central     | 2012            | Episodio especial "Un cuento de hadas en Nueva York"                   |
| iCarly                                                          | Ella misma               | iCarly                                                          | Nickelodeon        | 2012            | Temporada 6, episodio 7: "iShock America"                              |
| Premios Globo de Oro                                            | Ella misma               | 70th Golden Globe Awards                                        | NBC                | 2013            | Coanimadora junto a Amy Poehler                                        |
| Conan                                                           | Conan O'Brien            | Conan                                                           | TBS                | 2013            | Episodio: "Occupy Conan"                                               |
| Los Simpsons                                                    | Señora Cantwell (voz)    | The Simpsons                                                    | Fox                | 2013            | Temporada 24, episodio 15: "Ojo morado, por favor"                     |
| The Awesomes                                                    | The Advocate (voz)       | The Awesomes                                                    | Hulu               | 2013            | Temporada 1, episodio 2: "Piloto, parte 2"                             |
| Premios Globo de Oro                                            | Ella misma               | 71st Golden Globe Awards                                        | NBC                | 2014            | Coanimadora junto a Amy Poehler                                        |
| Cabot College                                                   |                          | Cabot College                                                   | Fox                | 2014            | Creadora y productora ejecutiva.                                       |
| Cómicos, coches y café/Comediantes en auto tomando café         | Ella misma               | Comedians in Cars Getting Coffee                                | Netflix            | 2014            | Temporada 3, episodio 5: "Faces are my purview"                        |
| Don Rickles: One Night Only                                     | Ella misma               | Don Rickles: One Night Only                                     | Spike              | 2014            | Especial para televisión.                                              |
| Saving My Tomorrow                                              | Ella misma               | Saving My Tomorrow                                              | HBO                | 2014            | Episodio 1.                                                            |
| Premios Globo de Oro                                            | Ella misma               | 72nd Golden Globe Awards                                        | NBC                | 2015            | Coanimadora junto a Amy Poehler                                        |
| Family Fortune                                                  |                          | Family Fortune                                                  | ABC                | 2015            | Productora ejecutiva.                                                  |
| Inside Amy Schumer                                              | Ella misma               | Inside Amy Schumer                                              | Comedy Central     | 2015            | Temporada 3, episodio 1: "Last Fuckable Day"                           |
| Saturday Night Live 40mo Aniversario                            | Ella misma               | Saturday Night Live 40th Anniversary Special                    | NBC                | 2015            | Guionista. Programa especial                                           |
| Unbreakable Kimmy Schmidt                                       | Andre/Marcia Bayden      | Unbreakable Kimmy Schmidt                                       | Netflix            | 2015-2020       | Cocreadora, guionista y productora ejecutiva. 7 episodios como actriz. |
| Maya & Marty                                                    | Varios                   | Maya & Marty                                                    | NBC                | 2016            | Episodio 2: "Steve Martin, Drake, Sean Hayes, Nathan Lane & Tina Fey"  |
| Personas Difíciles                                              | Ella misma               | Difficult People                                                | Hulu               | 2016            | Temporada 2, episodio 9: "Unplugged"                                   |
| The Kicker                                                      |                          | The Kicker                                                      | CBS                | 2016            | Productora ejecutiva.                                                  |
| The Carol Burnett 50th Anniversary Special                      | Ella misma               | The Carol Burnett 50th Anniversary Special                      | NBC                | 2017            | Especial para televisión.                                              |
| The Sackett Sisters                                             |                          | The Sackett Sisters                                             | NBC                | 2017            | Productora ejecutiva.                                                  |
| Great News                                                      | Diana St. Tropez         | Great News                                                      | NBC                | 2017-2018       | Guionista y productora ejecutiva. 5 episodios como actriz.             |
| My Next Guest Needs No Introduction with David Letterman        | Ella misma               | My Next Guest Needs No Introduction with David Letterman        | Netflix            | 2018            | Temporada 1, episodio 5: "It's Just Land Mine Hopscotch"               |
| Modern Love                                                     | Sarah                    | Modern Love                                                     | Amazon Prime Video | 2019            | 2 episodios.                                                           |
| Mapleworth Murders                                              | Martha Tweenis           | Mapleworth Murders                                              | Quibi              | 2020            | Episodio 4: "The Case of the Case of Wine – Part 1"                    |
| One Night Only: The Best of Broadway                            | Ella misma               | One Night Only: The Best of Broadway                            | NBC                | 2020            | Anfitriona. Especial para televisión.                                  |
| Premios Globo de Oro                                            | Ella misma               | 78th Golden Globe Awards                                        | NBC                | 2021            | Coanimadora junto a Amy Poehler                                        |
| Sr. Alcalde                                                     |                          | Mr. Mayor                                                       | NBC                | 2021-2022       | Cocreadora, guionista y productora ejecutiva.                          |
| Girls5eva                                                       | Dolly Parton             | Girls5eva                                                       | Peacock/Netflix    | 2021-2024       | Productora ejecutiva. Temporada 1, episodio 4: "Carma"                 |
| Solo asesinatos en el edificio                                  | Cinda Canning            | Only Murders in the Building                                    | Hulu               | 2021-2024       | 9 episodios.                                                           |
| Hamburguesas Bob                                                | Srta. Bisselbender (voz) | Bob's Burgers                                                   | Fox                | 2022-2024       | 2 episodios.                                                           |
| Carol Burnett: 90 Years of Laughter + Love                      | Ella misma               | Carol Burnett: 90 Years of Laughter + Love                      | NBC                | 2023            | Especial para televisión.                                              |
| Mulligan                                                        | Dra. Farrah Braun (voz)  | Mulligan                                                        | Netflix            | 2023-           | Productora ejecutiva. 20 episodios.                                    |
| Saturday Night Live 50mo Aniversario                            | Ella misma               | Saturday Night Live 50th Anniversary Special                    | NBC                | 2025            | Guionista. Copresentadora. Especial para televisión.                   |
| Grimsburg                                                       | Ella misma (voz)         | Grimsburg                                                       | Fox                | 2025            | Temporada 2, episodio 6: "CrimeOn"                                     |
| The Four Seasons +                                              | (por revelarse)          | The Four Seasons                                                | Netflix            | 2025            | Cocreadora, guionista y productora ejecutiva. 8 episodios como actriz. |

(+) Serie que aún no ha sido estrenada.

## Videojuegos
| Título                                 | Personaje (voz) | Título original                        | Año/s | Notas            |
| -------------------------------------- | --------------- | -------------------------------------- | ----- | ---------------- |
| Medieval Madness                       | Princesa        | Medieval Madness                       | 1997  | Juego de pinball |
| Sabrina The Teenage Witch: Brat Attack | Varios          | Sabrina The Teenage Witch: Brat Attack | 1999  |                  |
| Deer Avenger 2: Deer in the City       | Varios          | Deer Avenger 2: Deer in the City       | 1999  |                  |

## Teatro
| Obra                        | Personaje | Título original | Año/s     | Notas                                                |
| --------------------------- | --------- | --------------- | --------- | ---------------------------------------------------- |
| Dratch & Fey                | Varios    | Dratch & Fey    | 2000      | Presentada Off-Brodway                               |
| Chicas malas/Chicas pesadas |           | Mean Girls      | 2017-2018 | Guionista. Presentada en Washington D. C. y Brodway. |

Fey también actuó en The Second City, tanto en las giras como en el escenario principal, de 1992 a 1997, así como en ImprovOlympic.